# Neal Morse
Neal Morse (ur. 2 sierpnia 1960 w Los Angeles) – amerykański piosenkarz, progresywny kompozytor rockowy i multiinstrumentalista z siedzibą w Nashville w stanie Tennessee. Jest znany z występów w grupach Spock’s Beard, Transatlantic oraz Flying Colours. 
W 1992 założył progresywny zespół rockowy Spock’s Beard ze swoim bratem Alanem i wydał album, który odniósł umiarkowany sukces. W 1999 dołączył do byłego założyciela Dream Theater Mike’a Portnoya, Flower Kings' Roine Stolt i Marillion's Pete Trewavas, tworząc supergrupę Transatlantic.  W 2002 Neal Morse stał się na nowo narodzonym chrześcijaninem, opuścił Spock’s Beard i rozpoczął chrześcijańską karierę solową, wydając wiele albumów z koncepcjami progresywnego rocka o swojej nowej wierze religijnej. W międzyczasie kontynuował grę z Transatlantic i utworzył trzy nowe zespoły z Portnoy, Yellow Matter Custard, Flying Colours i The Neal Morse Band. 
Współpracował m.in. z takimi grupami muzycznymi i muzykami jak: Alan Morse, Steve Hackett, Mike Portnoy, Jordan Rudess, Pete Trewavas, Randy George, Paul Voudouris, Peter White, Richard Morse, Wade Brown, Debbie Bresee, Chris Griffith, Stephen Longfellow Fiske, Al Stewart, Mark Leniger, Salem Hill, Roine Stolt oraz Ayreon, Ajalon, Yellow Matter Custard, Windows.

## Dyskografia
Albumy solowe
| Neal Morse                              | - Data: 5 października 1999 - Wydawca: Radiant, Ear Candy    | –  | –  | –  | –   | –   | –   |
| It's Not Too Late                       | - Data: 11 czerwca 2002 - Wydawca: Radiant, Ear Candy        | –  | –  | –  | –   | –   | –   |
| Testimony                               | - Data: 23 września 2003 - Wydawca: Radiant, InsideOut Music | –  | –  | –  | –   | –   | –   |
| One                                     | - Data: 2 listopada 2004 - Wydawca: Radiant, InsideOut Music | –  | –  | –  | –   | –   | –   |
| ?                                       | - Data: 1 listopada 2005 - Wydawca: Radiant, InsideOut Music | –  | –  | –  | –   | –   | –   |
| Sola Scriptura                          | - Data: 6 marca 2007 - Wydawca: Radiant, InsideOut Music     | 62 | –  | –  | –   | –   | –   |
| Lifeline                                | - Data: 30 września 2008 - Wydawca: Radiant, InsideOut Music | 76 | –  | –  | –   | –   | –   |
| Testimony 2                             | - Data: 31 maja 2011 - Wydawca: Radiant, InsideOut Music     | 67 | 55 | –  | –   | –   | –   |
| Momentum                                | - Data: 11 września 2012 - Wydawca: Radiant, InsideOut Music | 51 | 56 | –  | 166 | 165 | –   |
| Songs From November                     | - Data: 19 sierpnia 2014 - Wydawca: Metal Blade, Radiant     | –  | –  | –  | –   | –   | –   |
| The Grand Experiment                    | - Data: 10 lutego 2015 - Wydawca: Radiant, InsideOut Music   | 26 | 38 | 91 | –   | 149 | 150 |
| The Similitude of a Dream               | - Data: 11 listopada 2016 - Wydawca: Metal Blade, Radiant    | 49 | 25 | 56 | 178 | 86  | 169 |
| „–” oznacza, że album nie był notowany. |                                                              |    |    |    |     |     |     |

Albumy wideo
| Testimony Live                          | - Data: 29 czerwca 2004 - Wydawca: Metal Blade | –  | –  | – |
| Sola Scriptura and Beyond               | - Data: 24 czerwca 2008 - Wydawca: Metal Blade | –  | –  | – |
| Live Momentum                           | - Data: 26 lutego 2013 - Wydawca: Metal Blade  | –  | –  | – |
| Morsefest! 2014                         | - Data: 21 sierpnia 2015 - Wydawca: Radiant    | 4  | 69 | – |
| Alive Again                             | - Data: 5 sierpnia 2016 - Wydawca: Metal Blade | 28 | –  | 5 |
| „–” oznacza, że album nie był notowany. |                                                |    |    |   |

Albumy koncertowe
| So Many Roads (Live In Europe)          | - Data: 10 listopada 2009 - Wydawca: Radiant, InsideOut Music | 41 | –  |
| Testimony 2: Live in Los Angeles        | - Data: 8 listopada 2011 - Wydawca: Metal Blade, Radiant      | –  | –  |
| Live Momentum                           | - Data: 26 lutego 2013 - Wydawca: Metal Blade                 | –  | 91 |
| „–” oznacza, że album nie był notowany. |                                                               |    |    |

Inne
| Tytuł                                               | Dane dot. albumu                                             |
| --------------------------------------------------- | ------------------------------------------------------------ |
| Cover to Cover (oraz Mike Portnoy i Randy George)   | - Data: 19 września 2006 - Wydawca: Radiant, InsideOut Music |
| Cover to Cover 2 (oraz Mike Portnoy i Randy George) | - Data: 22 maja 2012 - Wydawca: Radiant, Metal Blade         |

## Teledyski
| Tytuł                  | Rok  | Reżyseria    | Album                | Źródło |
| ---------------------- | ---- | ------------ | -------------------- | ------ |
| "Momentum"             | 2012 | Chad Hoerner | Momentum             | [ 30 ] |
| "Weathering Sky"       | 2012 | Chad Hoerner | Momentum             | [ 31 ] |
| "Heaven Smiled"        | 2014 | Chad Hoerner | Songs From November  | [ 32 ] |
| "The Grand Experiment" | 2015 | Chad Hoerner | The Grand Experiment | [ 33 ] |
| "Agenda"               | 2015 | Chad Hoerner | The Grand Experiment | [ 34 ] |